# Castelinho da Brigadeiro
O Castelinho da Brigadeiro é uma das construções mais antigas da cidade de São Paulo, projetada pelo arquiteto italiano Giuseppe Sachetti, que teve inspiração no estilo art nouveau. Pertenceu ao médico e escritor recém-formado Claudio de Sousa em 1911, que permaneceu na residência por duas décadas até se mudar novamente para o Rio de Janeiro. O imóvel se localiza na Região Central de São Paulo no bairro Bela Vista, antiga Vila Virgínia.
Com uma grande variação de proprietários ao longo dos anos, o casarão foi declarado como imóvel tombado pela Secretaria de Estado da Cultura. Trata-se de um dos últimos exemplos arquitetônicos de art nouveau em São Paulo, sendo preservado de acordo com as leis de tombamento. Sua estrutura e aparência foram renovadas em uma reforma no início dos anos 2000, recuperando as características visuais de seu desenho original.
A companhia imobiliária Mofarrej Empreendimentos é a atual proprietária do Castelinho da Brigadeiro; depois de ter sido vendido para diversas pessoas, a companhia decidiu permanecer com ele desde 1977. Ele está disponível para locação de eventos, e não tem visitação aberta ao público.

## História

### Construção (1907-1911)
Após se formar em medicina na cidade do Rio de Janeiro, Cláudio de Sousa mudou-se para a cidade de São Paulo em 1897, onde exerceu tanto sua função de médico quanto a sua profissão de escritor. Estabelecido já há um tempo na capital paulista, Cláudio ordenou a construção de uma casa na Avenida Brigadeiro Luís Antônio. A requisição foi feita para o arquiteto italiano Giuseppe Sachetti, que posteriormente ainda seria autor de outros projetos, como o redesenho da fachada do Palacete Santa Helena. e da construção da Paróquia Nossa Senhora do Rosário de Pompeia. Em 1906, Sachetti desenvolveu a planta do casarão que ficou conhecido anos depois como Castelinho da Brigadeiro. As obras tiveram início no ano de 1907, em alvenaria de tijolos, sendo concluídas em 1911. A região em que se localiza o casarão se tornou um marco na capital, até começar a entrar em decadência devido aos maus cuidados e pelo abandono de outros casarões.
Em 1913, Cláudio de Sousa acabaria por abandonar em definitivo sua atuação na área de medicina. Sendo um dos fundadores da Academia Paulista de Letras em 1909, ele decidiu se dedicar exclusivamente à carreira de escritor, fixando moradia no Rio de Janeiro apenas dois anos após o término da construção de seu casarão em São Paulo. Nos anos conseguintes, a casa passaria a ser constantemente revendida por seus proprietários, sendo reconhecida por servir de reduto eleitoral para diferentes deputados do estado, como Fauze Carlos, integrante do extinto Partido Democrático Social (PDS).
O imóvel é cuidado por três zeladores que se revezam para não permitir invasões. Em junho de 2003, os donos fixaram a placa e anunciaram que a propriedade estava disponível para fins comerciais.

### Venda do imóvel (1975-1977)
Após anos trocando de proprietários, o imóvel foi adquirido pelo Instituto Nacional do Seguro Social (INSS) em 1975. Sem nenhuma utilização, o INSS promoveu uma nova e definitiva venda do casarão. A companhia imobiliária Mofarrej Empreendimentos comprou o Castelinho da Brigadeiro em 1977. Em 1984, o prédio foi tombado como patrimônio histórico da cidade de São Paulo.

### Tentativa de demolição (1982)
Em meados de 1982, o Conselho de Defesa do Patrimônio Histórico, Arqueológico, Artístico e Turístico do Estado de São Paulo (Condephaat) iniciou uma requisição para que o Castelinho entrasse na categoria de patrimônio tombado, o que protegeria o imóvel como uma estrutura de importância para a cidade de São Paulo. Porém, uma polêmica se instaurou pouco após o pedido feito pela Condephaat. O casarão foi alvo de uma tentativa de demolição no dia nove de julho daquele ano, quando cinco homens equipados de marretas começaram um processo de derrubamento do imóvel, sob a alegação de se tratar de parte das obras de reforma geral.
Entretanto, a iniciativa não oficial de demolição foi impedida após moradores da área denunciarem a ação, causando a chegada da imprensa, da polícia e de cuidadores do patrimônio histórico da cidade ao local. Algumas partes da estrutura da propriedade foram danificadas ou extraídas em consequência do ato, de modo que funcionários da Condephaat pediram para que a polícia mantivesse estes fragmentos em segurança para que a recuperação do casarão fosse possível posteriormente. Após o incidente, a Secretaria de Estado da Cultura pediu que a Secretaria de Segurança Pública vigiasse a casa para evitar quaisquer possíveis depredações futuras.
O Castelinho ainda sofreria uma nova tentativa de demolição no dia 11 de julho, mas dessa vez evitada por um segurança de plantão.

### Reforma

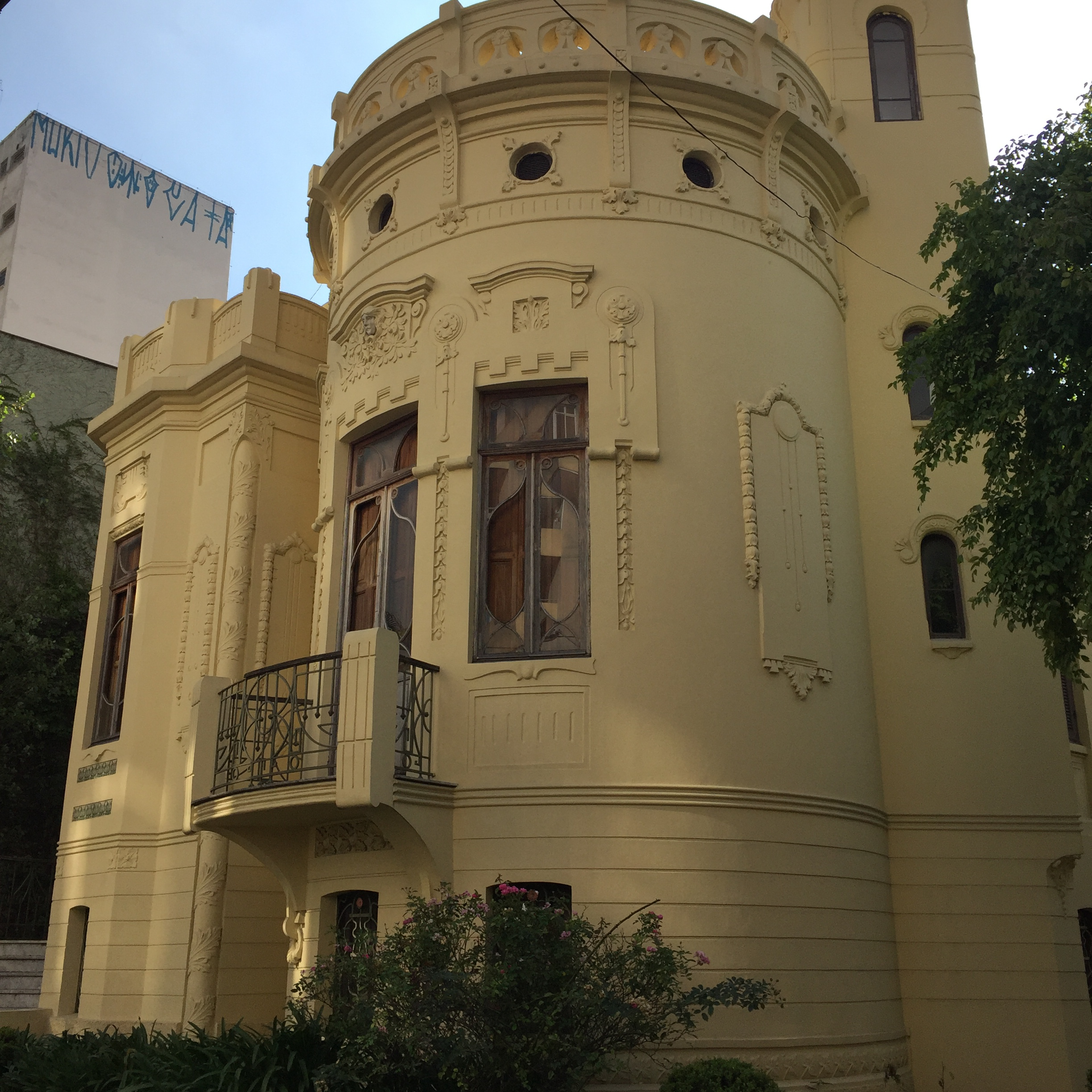
Reforma no Castelinho renovou o imóvel de acordo com seu desenho original

Sofrendo de um aspecto altamente deteriorado, a proprietária Mofarrej promoveu uma renovação inédita ao Castelinho no início dos anos 2000. Em uma reforma com valor estimado de dois milhões de reais, o intuito foi de recuperar a aparência original do edifício, uma vez que o tombamento de diferentes lotes da Bela Vista não impediu a degradação dos prédios da região.
O planejamento de regeneração começou ainda na década de mil novecentos e noventa (1990), quando a Mofarrej resgatou a planta original do imóvel em meio a arquivos da Prefeitura de São Paulo. As obras contaram com uma revitalização do Castelinho da Brigadeiro de acordo com os as suas características originais. Durante os reparos da casa, a inscrição "Villa Luisa" foi adicionada ao local, uma homenagem feita a Luísa Leite de Sousa, esposa de Cláudio de Sousa, primeiro proprietário do casarão.

### Aluguel e exposição em 2010
Em 2002, a Mofarrej aproveitou a reforma do prédio e decidiu que o Castelinho ficaria disponível para aluguel de empresas que desejassem realizar eventos dentro da propriedade. O imóvel está disponível para locação paga até hoje.
Em junho de 2003, os donos fixaram a placa e anunciaram que a propriedade estava disponível para fins comerciais por 25 000 reais mensais, pouco tempo depois o preço baixou para 20 000 reais. Mais o IPTU de quase 19 200 reais por ano. Porém faltavam interessados.
A última vez em que a casa esteve aberta à visitação irrestrita do público foi em 2010. Alugado pela iniciativa Smirnoff Nightlife Exchange Project, foi inaugurada uma exposição visual que fazia uma retrospectiva histórica de quatro décadas das baladas noturnas da cidade de São Paulo. A mostra foi feita do começo de outubro até dia dezessete do mesmo mês. Para a realização do evento, foi necessária uma negociação jurídica que garantisse que o casarão não sofresse qualquer tipo de alteração estrutural ou depredação. Sendo um imóvel tombado, a empresa responsável pela exposição ficou responsável pela segurança do lote e por eventuais prejuízos que fossem causados durante o constante fluxo de pessoas.

## Arquitetura

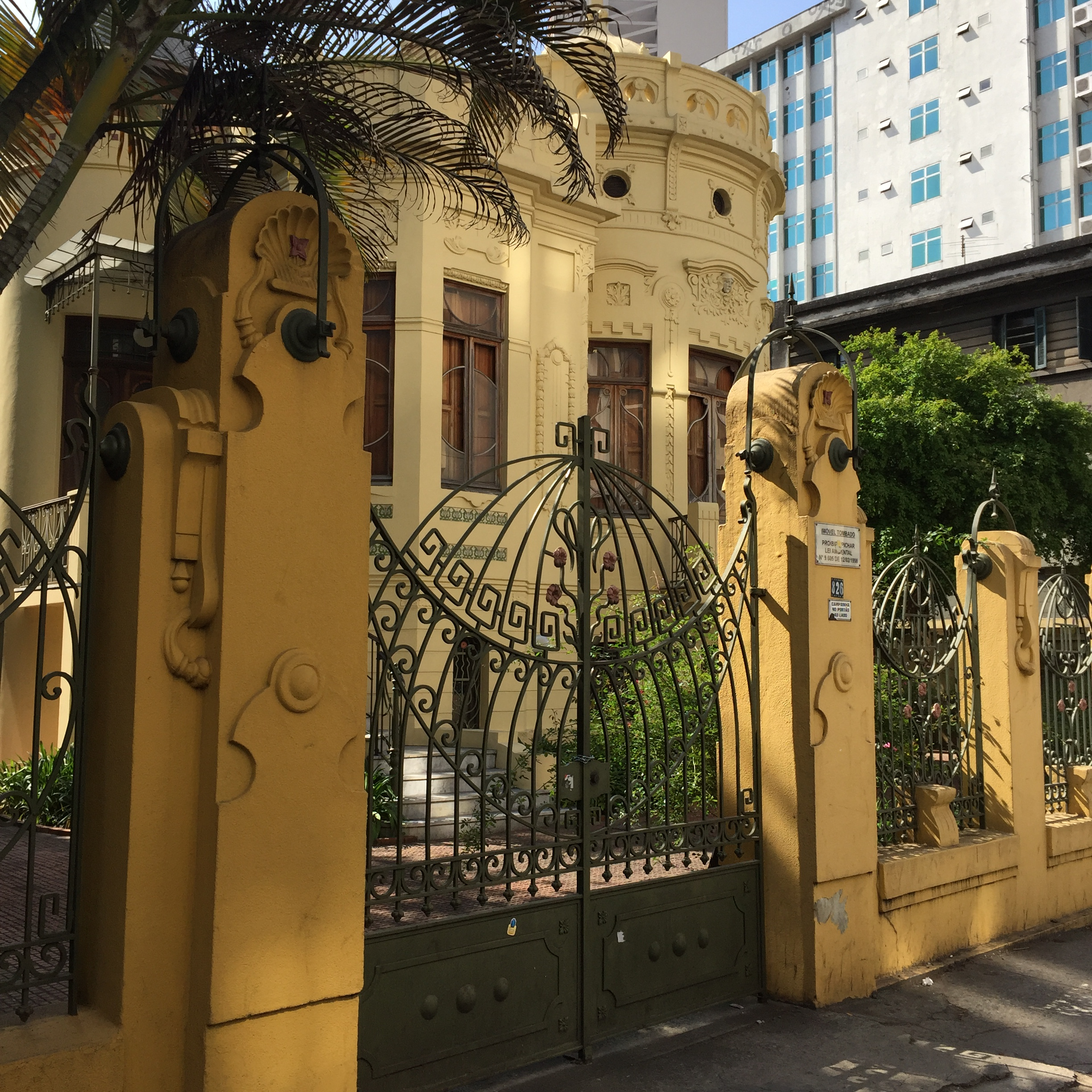
O gradil de ferro demarca o estilo de art nouveau da construção

O projeto arquitetônico é de um arquiteto italiano, Giuseppe Sacchetti, e é demarcado como um exemplo da chamada art nouveau, que se encontrava em alta popularidade na Europa da época. Sacchetti não seguiu uma corrente estilística específica, tendo projetos ecléticos que misturavam ornamentos e soluções de composição. O estilo entra em concordância com muitos imóveis que foram construídos no bairro da Bela Vista na mesma época, devido a uma grande quantidade de imigrantes que vieram para a região ao final do século XIX, em vista da elevada oferta de terrenos em preço reduzido. Com isso, a maior parte destes imigrantes vieram do sul da Itália, mais especificamente dos povoados de sicilianos e calabreses.
A estrutura se destaca pela presença de dois torreões agulhados. O primeiro compõe a entrada principal da casa, possuindo uma superfície cônica e revestida por telhas. A segunda torre é mais alta e caracterizada por sua ponta bulbosa e vazada. Esse torreão ainda dá acesso à seção superior da casa, que abriga um terraço aberto e coroado por ornatos. A construção seguiu fielmente o desenho arquitetônico feito por Sachetti antes do início das obras, sem que adições improvisadas fossem incorporadas na edificação final.
Estruturado em alvenaria de tijolos, o Castelinho da Brigadeiro tem o casarão principal em posição centralizada no lote, envolto por uma extensão ajardinada. A fachada do prédio é composta por armações cilíndricas interligadas entre si. A seção frontal do imóvel ainda contempla uma sequência de  gradil de ferro que segue o estilo demarcado de art nouveau. O muro dianteiro dispõe de dois acessos: um portão de ferro que reproduz o mesmo desenho do gradeado e um pórtico de alvenaria com uma cobertura telhada.
O Castelinho da Brigadeiro tem vinte cômodos, com pé direito alto e suas janelas são voltadas ao sol.

## Tombamento
Em 1984, o Departamento do Patrimônio Histórico (DPH) realizou a avaliação de Inventário Geral do Patrimônio Ambiental e Cultural (IGEPAC) da Bela Vista. Essa iniciativa serviu como um reconhecimento do bairro para que seus bens fossem examinados como de possível valia histórica para São Paulo, e para, em seguida, serem documentados e protegidos pelo governo do estado. Com isso, foi constatado que toda a região da Bela Vista teria potencial para que muitos bens fossem considerados de importância cultural para a cidade e, assim, devessem ser preservados e recuperados.
Esse levantamento ajudou a reforçar o pedido de tombamento do Castelinho feito em 1982. No dia 19 de julho de 1984, o então Secretário da Cultura, Jorge da Cunha Lima, oficializou que o imóvel da Avenida Brigadeiro Luís Antônio, 826, poderia ser inscrito no Livro do Tombo pelo Condephaat. O decreto foi dado pelo Castelinho da Brigadeiro ser considerado um bem de importância arquitetônica para a cidade de São Paulo, se tratando "de raro exemplar remanescente da arquitetura eclética do início do século, em que a influência do estilo art nouveau, então em voga na Europa, se faz sentir de forma incipiente em nosso meio".
Ser um dos últimos documentos de arquitetura residencial baseada no estilo art noveau também contribuiu para seu tombamento.
Com o tombamento, o casarão passou a ser protegido juridicamente como patrimônio cultural, mas sem alterar a condição de propriedade privada do Castelinho.

## Uso atual
O Castelinho da Brigadeiro é administrado desde 1977 pela Mofarrej Empreendimentos. Ele foi alugado em 2020 pela Cia de Artes Nissi para alocação da Escola de Artes Bezalel, onde é realizado cursos livres e oficinas nas areas deTeatro, Teatro Musical, fotografia e entre outros.

## Galeria

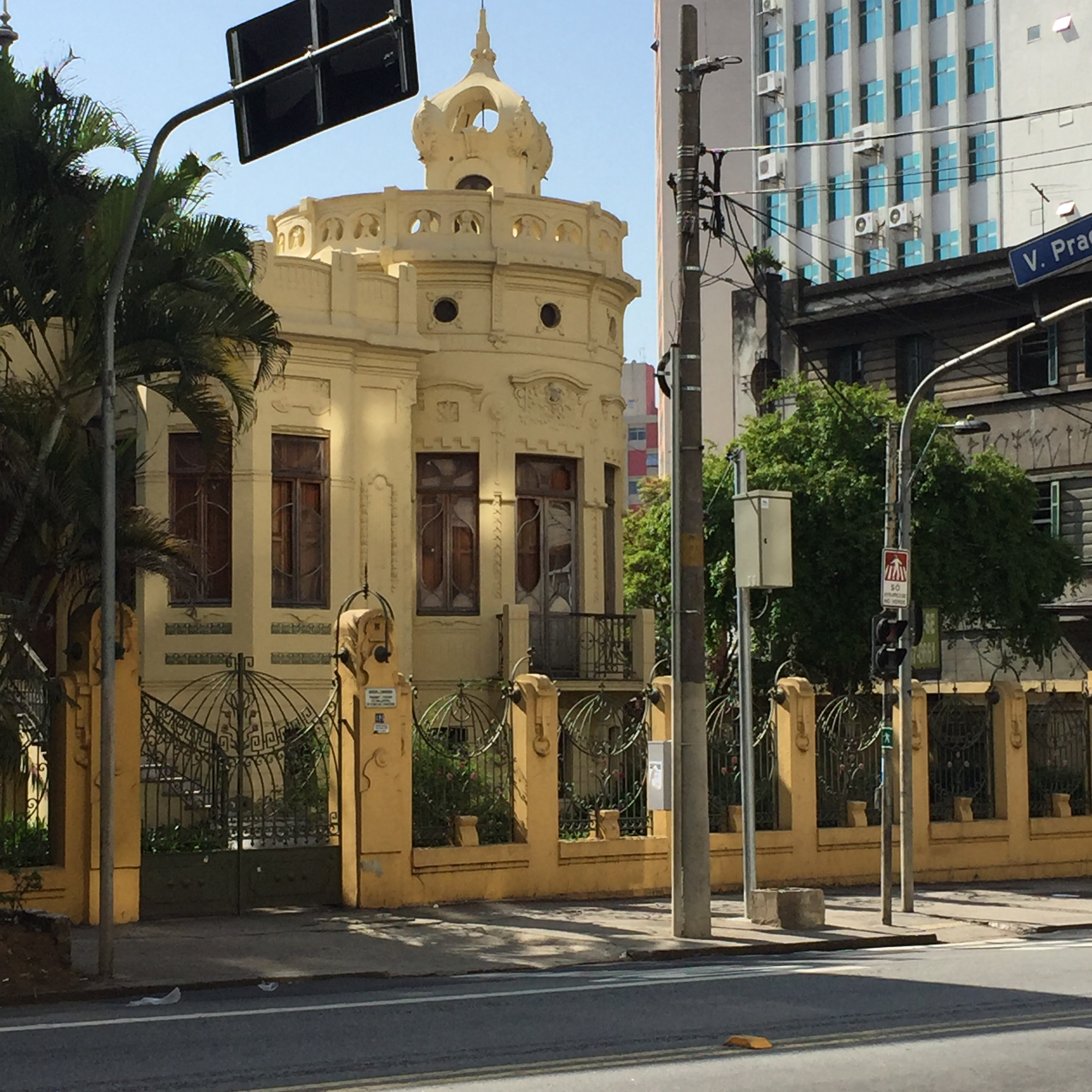
O imóvel fica localizado na Avenida Brigadeiro Luís Antônio, 826
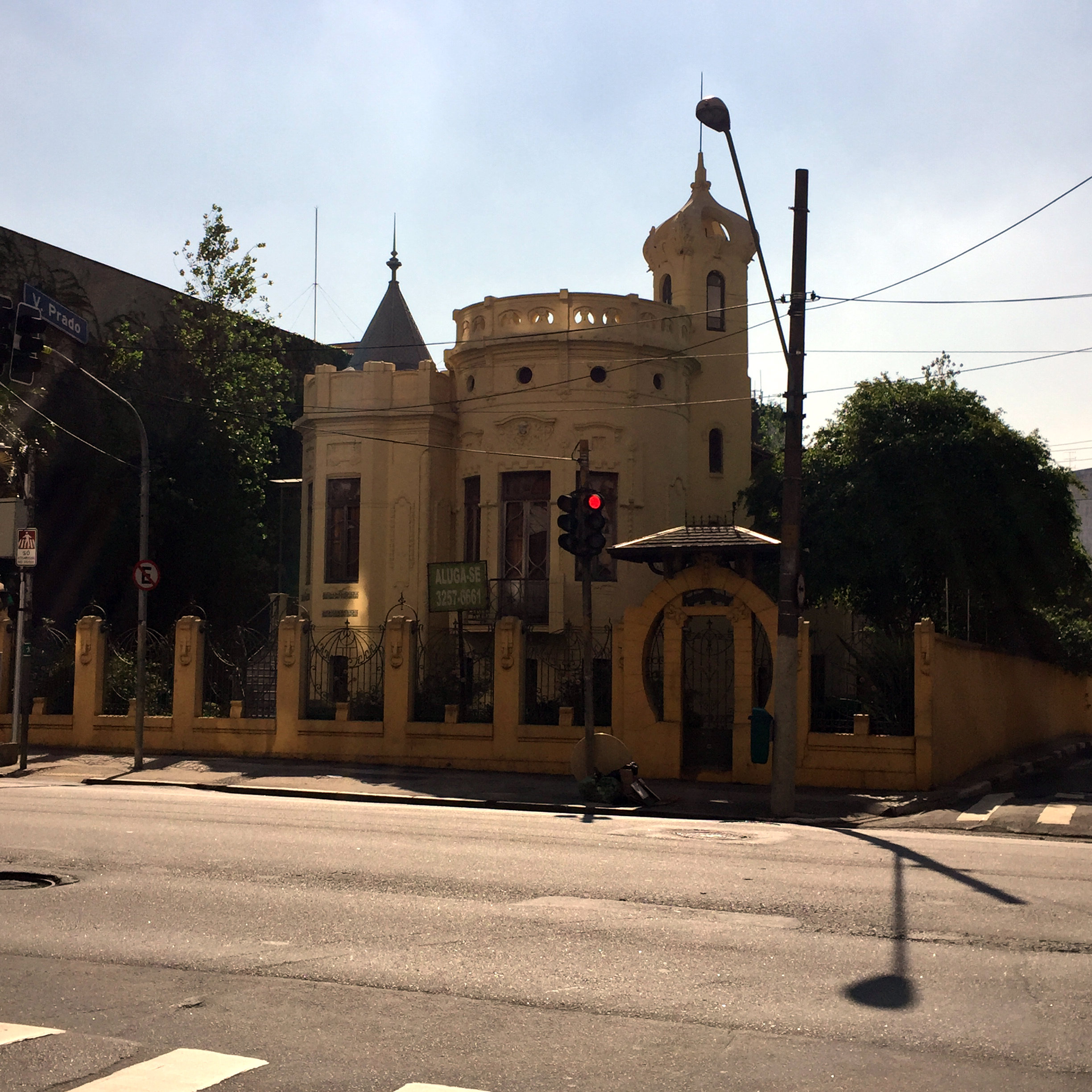
O Castelinho é interligado por estruturas cilíndricas
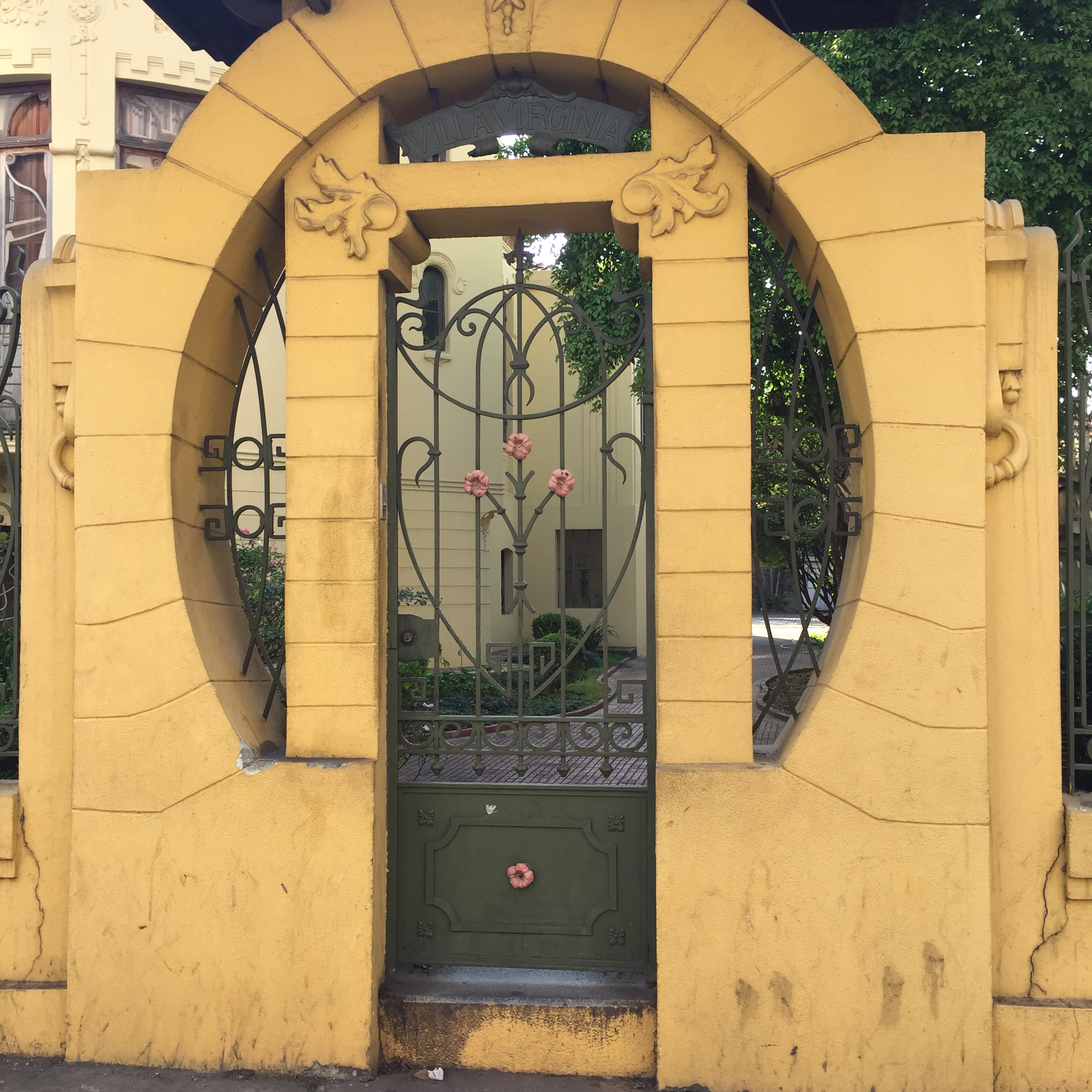
O pórtico de alvenaria é um dos acessos frontais do imóvel
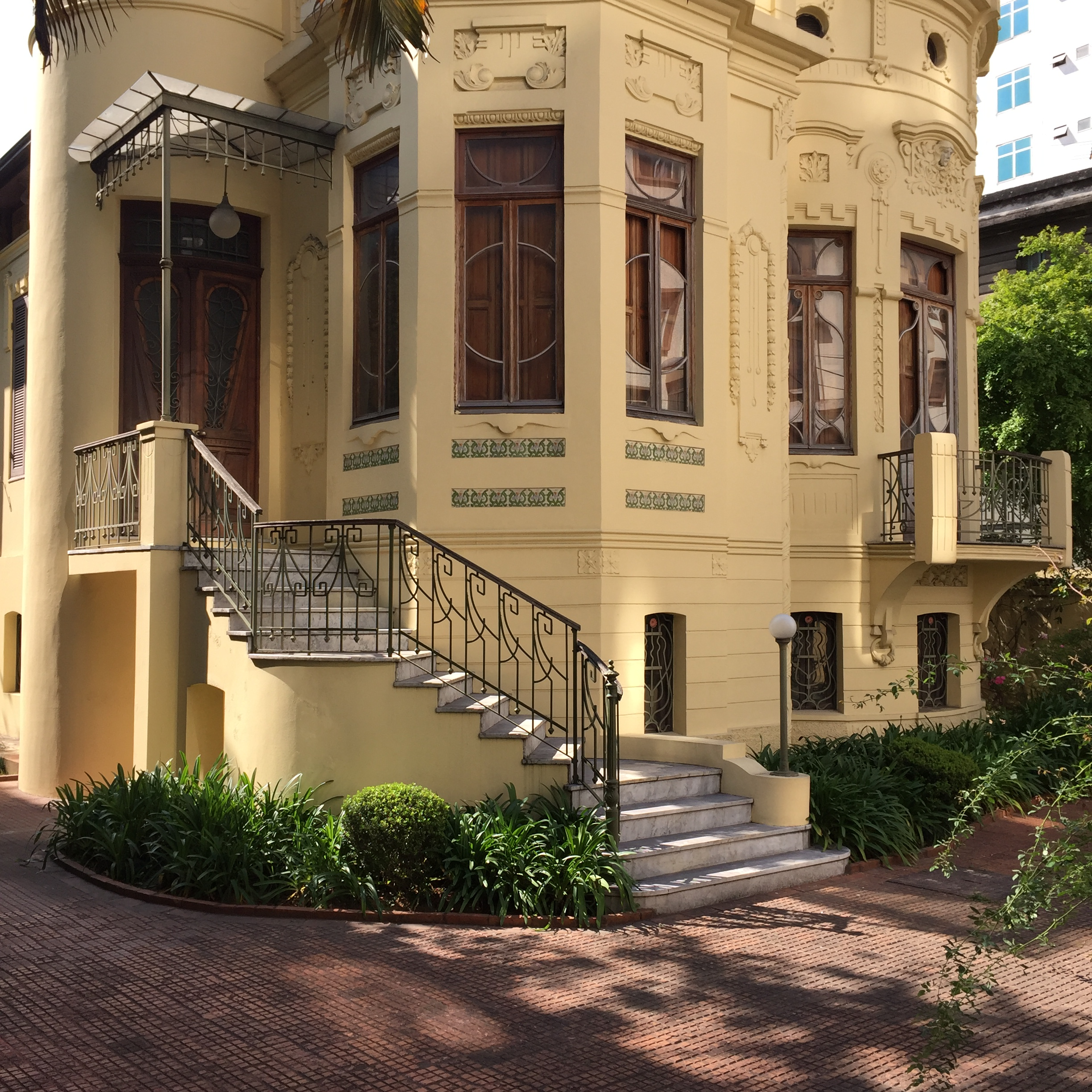
Seção frontal da casa, já renovada
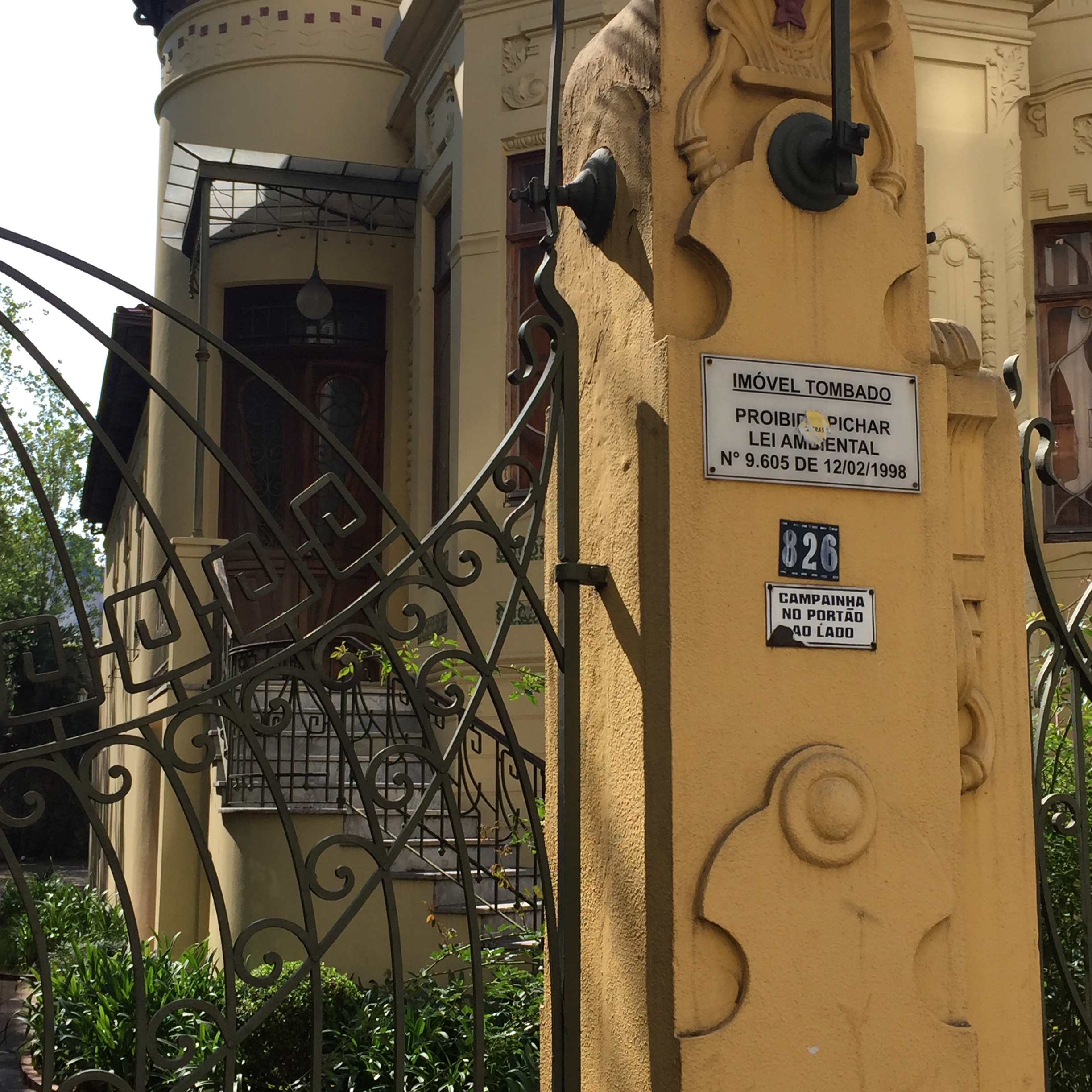
Inscrições demarcam o Castelinho da Brigadeiro como imóvel tombado